# ميلاني أمارو
ميلاني آن أمارو (بالإنجليزية: Melanie Amaro)‏ (ولدت في 26 يونيو 1992 في فورت لاودردال، فلوريدا،) مغنية أمريكية اشتهرت بعد فوزها في مسابقة الموسم الأول من سلسلة البرنامج الغنائي ذا إكس فاكتور الولايات المتحدة الأمريكية عام 2011، وعقد تسجيل بقيمة 5.000.000 ملاييين دولار مع سيكو ميوزك وتسجيلات أيبك. كانت أمارو أصغر متسابقة تفوز بالمنافسة خلال نسخة عرض (2011-2013).

## نشأتها
ولدت أمارو في فورت لودرديل بولاية فلوريدا، ونشأت في تورتولا بجزر فيرجن البريطانية منذ أن كانت في الثالثة من عمرهها. تم إرسال أمارو إلى جزر فيرجن البريطانية للعيش مع جدتها كاثرين، بعد أن شعر والداها هيبوليتو أمارو وديبرا سيلفستر أمارو أنهما لا يملكان الإمكانيات لإعالتها. كانت أمارو ترى والديها فقط خلال الإجازات الصيفية وعطل الكريسماس. لديها أيضًا شقيقان ، مارك ومايكل ، وأخت صغيرة تدعى مايا. تتذكر والدتها ديبرا أنه عندما كانت ابنتها تبلغ من العمر ستة أشهر تقريبًا ، كانت تستيقظ في حوالي الساعة الثانية صباحًا وتبدأ في الغناء في سريرها. علاوة على ذلك ، منذ سن مبكرة، كانت أمارو تغني حول منزلها باستخدام فرشاة الشعر كميكروفون. أدركت ميلاني أنها وقعت في حب الغناء والتمثيل في سن الحادية عشرة تقريبًا ، وتنسب الفضل إلى والدتها لدفعها لمتابعة أحلامها الغنائية.
لم تشارك أمارو أبدًا في أي مسابقات غنائية عندما كان طفلة، لكنها كانت تؤدي عروضها في حفلات الزفاف والكنائس وغيرها من المناسبات. والتحقت ميلاني بمدرسة ألثيا سكاتليف الابتدائية ثم التحقت بعد ذلك بمدرسة إلمور ستاوت الثانوية، المعروفة سابقًا باسم مدرسة جزر فيرجن البريطانية الثانوية. انتقلت ميلاني إلى فلوريدا عندما كانت في الخامسة عشرة من عمرها، وتخرجت من مدرسة بلانتيشن الثانوية في عام 2010. وفي مارس 2012، توفي مدرس كورس المدرسة الثانوية، غاري ريفينبارك، الذي تنسب إليه أمارو الفضل في المساعدة في تشكيل صوتها، بسبب سرطان الغدد الليمفاوية عن عمر يناهز 48 عامًا.

## روابط خارجية
- ميلاني أمارو على موقع IMDb (الإنجليزية)
- ميلاني أمارو على موقع ميوزك برينز (الإنجليزية)
- ميلاني أمارو على موقع ديسكوغز (الإنجليزية)